# Стојковићи (Коњиц)
Стојковићи су насељено место у Босни и Херцеговини у општини Коњиц у Херцеговачко-неретванском кантону које административно припада Федерацији Босне и Херцеговине. Према попису становништва из 1991. у насељу је живјело 110 становника.

## Географија
По последњем службеном попису становништва из 1991. године, у насељу Стојковићи живело је 550 становника. Становници су претежно били Муслимани.

## Становништво
| Националност       | 1971. | 1981. | 1991.        |
| Муслимани          |       |       | 102 (92,73%) |
| Срби               |       |       | 2 (1,82%)    |
| остали и непознато |       |       | 6 (5,45%)    |
| Укупно             |       |       | 110          |